# Kamen iz Palerma
Kamen iz Palerma je veliki dio stele koja se naziva Kraljevski Anali Starog Kraljevstva Drevnog Egipta. 
Ovaj fragmenta sadrži najjasnije zapise o faraonima od prve dinastije do pete dinastije drevnog Egipta. 
Fragment se nalazi u muzeju u gradu Palermo u Italiji, od kuda i nosi svoje ime. Ponekad se naziv Kamen iz Palerma krivo koristi za cijele Kraljevske Anale, koji osim Kamena iz Palerma uključuju i ostale dijelove koji se nalaze u muzejima u Kairu i Londonu.